# Лизогуб Віталій Іванович
Віталій Іванович Лизогуб (нар. 25 жовтня 1791, Седнів— пом. 1869, Коломийці) — полковник лейб-гвардії уланського Її Величності полку, учасник Наполеонівських війн.

## Народження
Ваталій Іванович Лизогуб, народившись 25 жовтня 1791 року в седнівського маєтку Лизогубів, став шостою дитиною в родині маршалка дворянства Чернігівської губернії Івана Яковича Лизогуба та його дружини Ганни Василівни (вродженої Дунін-Борковської). Так само як і старші брати Ілля та Олександр, з юних років обрав справою життя саме військову.

## Військова служба
Свою військову кар'єру Віталій Іванович Лизогуб розпочав 3 квітня 1810 року, коли його було записано до Білоруського гусарського полку. Уже 19 червня того ж року він отримав чин корнета. У 1810 році він взяв участь у поході за Дунай, брав участь у боях біля Сілістри та Шумли, а в 1811 році у складі Гродненського гусарського полку — під Рущуком.
У 1812 році, беручи участь у франко-російській війні, відзначився у боях при містах Друї, Полоцьку, Сивошино та під Борисовим. Беручи згодом участь у закордонних походах, воював під Магдебургом та Лейпцигом. Під Дрезденом Віталій Лизогуб був поранений гарматним ядром у ліву ногу. Його життя було врятоване солдатом з Седнева Іваном Назаровичем Стадніченком. За бій під Дрезденом Віталій Іванович Лизогуб отримав Золоту шаблю з написом «за хоробрість».
Згодом, у 1814–1815 рр. перебував у військовому поході на території Франції.
У 1818 році він отримав чин ротмістра, будучи як і старший брат Ілля Лизогуб, ад'ютантом князя Миколи Григоровича Репніна. 17 серпня 1820 року Віталій Лизогуб був переведений до лейб-гвардії уланського Її Величності полку, де ще з 2 квітня того ж року почав проходити службу його молодший брат Василь Лизогуб.
1821 року Віталій Іванович Лизогуб у чині полковника вийшов у відставку. До своєї смерті у 1869 році Віталій Лизогуб обрав місцем свого проживання власний маєток в селі Коломийцях Пирятинського повіту Полтавської губернії.

## Нагороди
Ордени:
- Св. Ганни 4-го ступеня (3 липня 1812 року за битву при Друї);
- Св. Володимира 4-го ступеня з бантом (15 листопада 1812 року за битву під Полоцьком).

Особливі:
- золота шпага

## Сім'я
Дружина — Феодосія Андріївна (до шлюбу Маркевич).
Діти:
- Лизогуб Ілля Віталійович
- Лизогуб Варвара Віталіївна (одружена з Миколою Андрійовичем Савичем)
- Лизогуб Єлизавета Віталіївна (одружена з Іллею Іллічем Ілляшенком)